# إيزرا كلاين
عزرا كلاين (بالإنجليزية: Ezra Klein)‏ (ولد في 9 مايو 1984) هو مدون وكاتب اميركي . اشتهر بسبب عمله كمدون وكاتب عمود في صحيفة واشنطن بوست ، فضلا عن عمله إم إس إن بي سي. المستمر كمساهم وكالة انباء بلومبرج وكان سابقا مساعد محرر في المجلة السياسية أمريكان بروسبكت السياسي مدون في نفس المنشور.
في يناير 2014 أعلن أنه سيغادر واشنطن بوست وأنه سيبدأ من استثمارا اعلاميا جديدا مع عدد الصحفيين المخضرمين.